# Friedhof Mauer
O Friedhof Mauer é um cemitério no 23º distrito de Viena, Liesing.

## Localização e tamanho
O cemitério está localizado em Reiterberg, uma parte do Steinberg, na parte distrital de Mauer. Estende-se por uma área de 49 378 {\displaystyle m^{2}} e possui 5 914 sepulturas.

## História

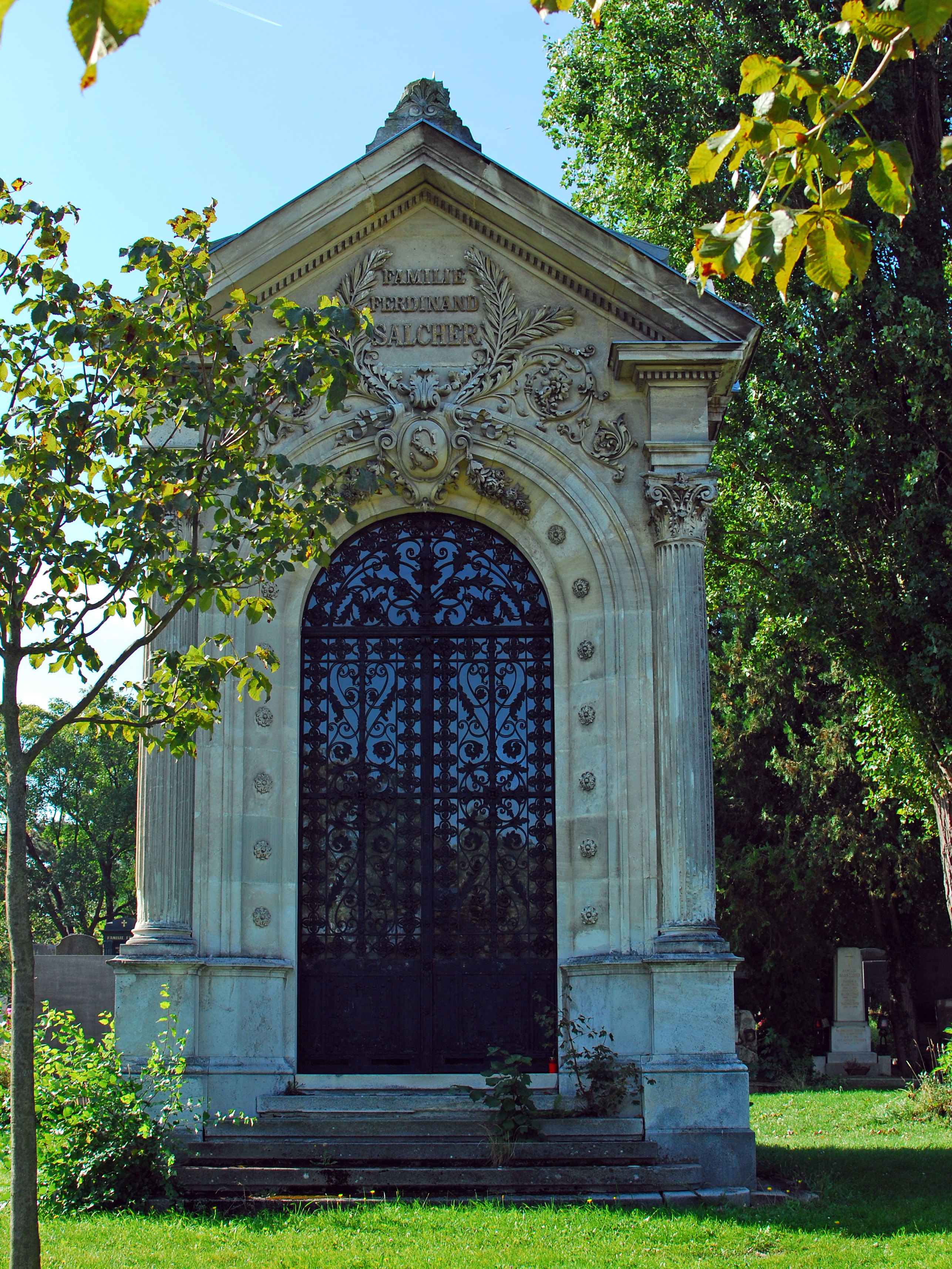
Cripta da família Salcher

O primeiro cemitério conhecido em Mauer ficava perto da Pfarrkirche Mauer e foi utilizado desde 1686. No decorrer das reformas josefinas o cemitério teve que ser transferido para a periferia, onde hoje se encontra atualmente o jardim de infância St. Erhard. Para os quartéis de Mauer existia também um cemitério militar na zona oeste da localidade, que foi ocupado entre 1785 e 1881 e fechado em 1892.
O atual cemitério foi consagrado em 30 de dezembro de 1867. Uma nova realocação do cemitério tornou-se necessária, porque uma expansão do cemitério existente foi recusada pelo escritório distrital imperial real por razões sanitárias. O antigo cemitério foi finalmente fechado em 1894. A antiga capela do cemitério, construída em 1823, ainda se encontra no jardim do atual jardim de infância. A primeira das cinco ampliações do cemitério em Reiterberg ocorreu em 1876, a última em 1961. Em 1928 foi implantado um bosque de urnas, que foi realocado em 1936. Uma nova alameda de urnas foi construída em 1964. A nova sala funerária, construída entre 1935 e 1936, foi redesenhada em 1972/1973 pelo arquiteto Erich Boltenstern, que anteriormente dentre outros tinha reprojetado a sala funerária do Friedhof Liesing. A parede frontal da sala de urnas foi projetada pelo pintor Hans Robert Pippal.
No Friedhof Mauer existem alguns mausoléus arquitetonicamente interessantes, em particular o de Anton Ölzelt, construído em 1876 pelo arquiteto Franz Fröhlich. O mausoléu voltado para o leste da família Knips é destinado para 18 caixões.

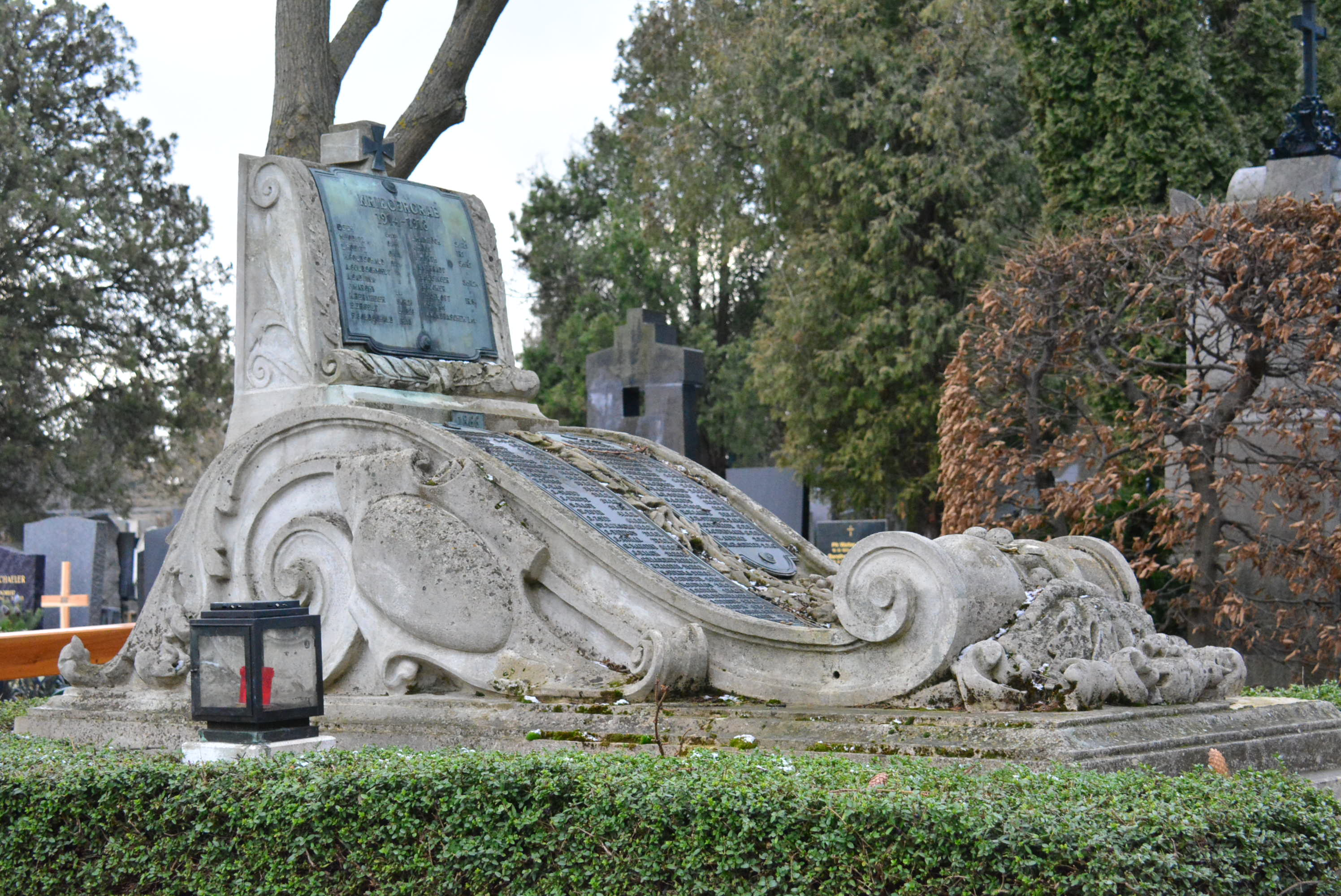
Sepultura dos saxões no Friedhof Mauer

Há também um túmulo saxão com membros do exército do Reino da Saxônia, que seguiram para a área de Viena após a derrota na Batalha de Königgrätz. Na sua forma atual, foi construído em 1892 pelo Ministério da Guerra Imperial e Real.

## Sepultamentos notáveis

### Sepultamentos de honra
O Friedhof Mauer contém seis Sepultamentos de Honra da Cidade de Viena.
| Nome                 | Dados     | Atividade |
| -------------------- | --------- | --- |
| Hans Moritsch        | 1924–1965 | médico e pesquisador de vírus |
| Erich Probst         | 1884–1946 | pintor acadêmico |
| Hans Rubritius       | 1876–1943 | urologista |
| Franz Ruzicka        | 1875–1950 | prefeito de Mauer (1919-1921, 1924-1930) |
| Walter Semlak        | 1928–1945 | estudante de faculdade; em 1945, após a libertação de Viena das tropas alemãs, Semleak se ofereceu para "autoproteção armada" para a comunidade de Mauer. Ele foi encontrado morto a tiros em serviço enquanto guardava um depósito de alimentos em 19 de abril de 1945. As circunstâncias exatas não foram esclarecidas. Em 1949 seu túmulo no cemitério Mauer (Gruppe 45, Reihe 2, Nr. 29) foi dedicado pela comunidade a título honorário. |
| Família Wittgenstein |           | industriais |
| Theodor von Karajan  | 1810–1873 | germanista, historiador e político |

### Túmulos de outras personalidades
Outras personalidades sepultadas no Friedhof Mauer:
| Nome                       | Dados     | Atividade                                    |
| -------------------------- | --------- | -------------------------------------------- |
| John Banner                | 1910–1973 | ator                                         |
| Kurt Blaukopf              | 1914–1999 | sociólogo musical                            |
| Alfred Chalousch           | 1883–1957 | arquiteto                                    |
| Margret Dietrich           | 1920–2004 | cientista teatral                            |
| Peter Dressler             | 1942–2013 | fotógrafo                                    |
| Bruno Furch                | 1913–2000 | lutador da resistência e jornalista político |
| Alfred Gisel               | 1911–2012 | político                                     |
| Theo Harisch               | 1920–2010 | designer de produção                         |
| Horst Hajek                | 1944–2013 | clarinetista e professor universitário       |
| Werner Haslauer            | 1940–2019 | político                                     |
| Erwin Hirnschall           | 1930–2011 | político                                     |
| Gustav Holzmann            | 1926–1973 | geógrafo                                     |
| Franz Holzweber            | 1904–1934 | Nacional-Socialista                          |
| Hans Hörbiger              | 1860–1931 | engenheiro                                   |
| Harry Hornisch             | 1929–2006 | ator                                         |
| Berta Karlik               | 1904–1990 | física                                       |
| Michael Kehlmann           | 1927–2005 | regente e ator                               |
| Hugo Franz Kirsch          | 1873–1961 | escultor de miniaturas                       |
| Walter Kohut               | 1927–1980 | ator                                         |
| Heinz Kratochwil           | 1933–1995 | compositor                                   |
| Augustin Kubizek           | 1918–2009 | compositor e cientista musical               |
| Harald Langer-Hansel       | 1909–1998 | especialista em turismo                      |
| Franz Latzka               | 1901–1977 | político                                     |
| Fritz Lauscher             | 1908–1996 | político                                     |
| Franz Michelfeit           | 1904–1968 | propagador da cremação na Áustria            |
| Friedrich Niederl          | 1920–2012 | político                                     |
| Anton Ölzelt               | 1817–1875 | construtor                                   |
| Margarethe Ottillinger     | 1919–1992 | funcionária pública                          |
| Walter Partsch             | 1923–2001 | operador de câmera                           |
| Dominik Peterlini          | 1875–1944 | músico e maestro                             |
| Sisinio von Pretis-Cagnodo | 1828–1890 | funcionário público e político               |
| Julius Roller              | 1862–1946 | político e jurista                           |
| Wilfried Scheib            | 1922–2009 | pioneiro da música na televisão              |
| Immy Schell                | 1935–1992 | atriz                                        |
| Marija Sklad-Sauer         | 1935–2014 | professora de canto e cantora                |
| Tibor Simányi              | 1924–2008 | historiador                                  |
| Goran Simić                | 1953–2008 | cantor de ópera                              |
| Oskar Thiede               | 1879–1961 | escultor e medalhista                        |
| Walter Toman               | 1920–2003 | psicólogo e escritor                         |
| Gerhard Weis               | 1938–2019 | jornalista                                   |
| Hermann Winkelmann         | 1847–1912 | cantor de ópera                              |